# Klubbtjärnen (Gideå socken, Ångermanland)
Klubbtjärnen är en sjö i Örnsköldsviks kommun i Ångermanland och ingår i Husåns huvudavrinningsområde.